# 江泽民怒斥香港记者
「江泽民怒斥香港记者」是指2000年10月27日，香港有线电视女记者张宝华在记者会上詢問时任中国共产党中央委员会总书记江泽民支持董建華两年後连任香港特别行政区行政长官「會不會給人印象是內定、是欽點」後，江泽民因不满「钦点」的說法而斥责张宝华約三至五分鐘，並澄清自己只是「支持」之事。最终2002年香港行政長官選舉董建华仍自动当选。此事對膜蛤文化影響甚深。

## 背景
1996年1月26日，香港特區籌委會在北京市成立，时任中共中央总书记江泽民走進150多個籌委的人群裡，僅與董建華一人握手，普遍被喻為「眾裡尋他千百度」或「欽點」，英國和香港的政界和傳媒界由此知道江泽民在當年12月舉行的行政長官選舉裡中意董建華。最終董建华當選，任期从1997年至2002年:216、242。
到了2000年，香港政治形勢朝對董建华不利的方向發展，其民望日漸下跌，反對聲浪加劇，比英屬香港的末代總督彭定康更不受歡迎。然而，北京當局對此有機會欠缺認知，因為他們經常認為外國勢力在挑動反對派對抗董建華政府，讓他們不能如實評估民意:242。而且香港行政長官選舉委員會的成員組成同由北京政府操控，因此大多香港居民對誰出任行政長官沒有選擇權。
2000年10月，香港行政长官董建华赴北京向国家领导人述职。26日至27日期间，中共中央在中共十五届五中全会闭幕后不久在人民大会堂召开三场记者会。10月26日，中共中央政治局委员、国务院副总理钱其琛召开第一场记者会；其间，有香港记者询问钱其琛中央是否支持董建华连任，钱其琛说支持。很多香港报纸第二天就以“中央领导人已经钦点董建华连任特首”为报纸头条。錢其琛的說法引起香港社會批評，認為中央干預香港事務，令特首選舉委員會淪為形式上的機關。10月27日上午，时任国务院总理的朱镕基召开第二场记者会，也有香港记者向朱镕基询问同样的问题，朱镕基没有回答。
記者們在訪問江澤民之前，便已對之感到期待，因為他們了解到江澤民「說話比較輕鬆，風趣幽默」，故此預測能利用該場記者會寫一篇好新聞。

## 記者會经过
2000年10月27日下午，时任中共中央总书记兼国家主席的江泽民召开第三场记者会。當時總共有八至十個機構能夠進內提問，包括有線電視、《文匯報》、《大公報》、《成報》等等。當中有的是親北京媒體，其餘記者根據過往經歷，推測該些媒體的工作者不會提問一些尖銳的問題，於是在相討過後，決定把錢其琛的說話加以再作廷展，問中央是否「欽點」董建华成為下任行政長官，及是否支持他連任等等。
记者先問及江泽民對董建華的態度，他於是以粤语回应説自己支持他連任。之後該些記者再複述歐洲議會報告及彭定康對香港當時形勢的評價，說北京當局影響香港法治，要求江澤民回應上述指控。江泽民則對此表示「不要見風就說是雨」。
随後有線電視記者张宝华問道「現在那麼早你們就說支持董先生，會不會給人印象是內定、是欽點？」，江泽民此時开始对“欽點”表露出不满情绪，以約三至五分鐘的時間斥責該些記者無知，期間來回座位和記者席數次，並加入劃手勢等各類身體語言。他說下任行政長官須按基本法產生，自己沒有欽點董建華，只是支持他。途中還批評香港记者雖了解西方的價值觀，但還是。並把該些記者跟曾采访他的美国记者邁克·華萊士作對比，称赞後者“比你们不知道高到哪里去了”，建議他們努力精進多一些。江泽民繼指责香港新闻界：“你们有一个好，全世界跑到什么地方，你们比其他的西方记者跑得还快。但是问来问去的问题呀，都（太简单），（有时幼稚）”。
在這段說話完結時，他強調自己是以「長者」的身份跟他們說話。当記者继续追问下去时，江又用了带有责备语气的话语打断，說：“中国有句话叫‘悶聲發大財’……但是我见到你们这样热情，一句话不说也不好”，并威胁道：“如果將來你們報導上有偏差，你們要負責”。他重申没有要欽點（的意思），又反問：“他現在還當特首，我們怎麼不支持特首？”。同時又指出中央對此有決定權，因為「香港特別行政區屬於中華人民共和國的中央人民政府」。最后，工作人员出现驱赶记者离场。

## 評論

### 學術界
中大亞太研究所副所長劉兆佳認為，由於記者的提問過於尖銳，而江泽民不可能在公眾面前批評支持董建華連任的錢其琛，所以只好斥責記者，並説江澤民的意思是支持董建華參選下次的行政長官選舉，中央對選舉結果沒有把握，因此並非欽點。他之後在接受訪問時提道錢其琛可能在沒有聽清「支不支持董建華連任」最後兩字的情況下回答。並認為北京當局還沒決定下任行政長官的人選。香港城市大學公共及行政學系主任張炳良讚同江澤民的說話，指這能讓人不至於認為行政長官是在得到中央指示的情況下勝選。《東方日報》專欄作家雷一鳴認為，事件反映出香港媒體事前沒認真研究，問題過於尖銳。
香港城市大學社會科學學部講師蔡子強表示，江泽民的說法能淡化錢其琛在香港引起的負面輿論。香港浸會大學新聞系助理教授杜耀明批評江澤民的斥責，指北京當局在該時支持董建華連任，已是幫助他獲勝。因此記者的提問反映了香港居民所憂，具有一定合理性。根據他的分析，江澤民不滿提問的原因在於記者道破行政長官選舉只是「自欺欺人」，觸及「中央是否干預香港內部的特首選舉」這一「問題核心」。嶺南大學政治學及社會學系副教授李彭廣亦有類似說法，指中央表態支持董建華連任無法讓香港居民相信特首選舉「有任何實際意義」。根據中文大學新聞與傳播學院副教授梁偉賢的意見，不論欽點了與否，江澤民的反應都是合理的——若欽點了，那麼記者的提問就過於敏感；若沒有，則香港記者曲解了錢其琛的意思。但仍説道他不應在現場斥責，因為在現場記者應能跟江澤民以平等的身份對話，而非受斥。最後考慮到1949年之後中國大陸領導人都非人民選出，而江澤民任內又有跟董建華握手的事件。因此認為記者提問合理，亦反映了香港市民所憂。
根據加州大學聖地牙哥分校社會學系助理教授吳貴亨和北伊利诺伊大学社會學系助理教授杰弗里·基德（Jeffrey L. Kidder）在《社會學理論》上發表的文章，江泽民聽到欽點後表現出情緒的原因之一在於中國以往一向推行帝制，因此這一用語用在共產黨領導的中國大陸會變得「敏感」。而他稱自己是長者則是為了強調自己比的記者更有見識。《地下陣線：中共在香港的歷史》著者陸恭蕙寫道，從江泽民怒斥香港记者一事可見中港文化的差異，指出香港記者「經常要澄清一些顯而易見的問題，以便就某一事件有一個明確答覆和公共紀錄」:242。

### 新聞界
江泽民怒斥记者一事受國際及香港傳媒廣泛關注，《纽约时报》、《经济学人》、《衛報》等都有報導這一事件。不過，它們對江澤民為何怒斥香港记者擁有不同說法，有的認為他是受怒火影響下才怒斥記者，也有的認為他是有目的地作斥責。
《星島日報》在怒斥记者事件發生後次日發文指，不論美國還是香港，記者提問尖銳問題最樂於見到的就是江泽民那樣的反應，而且「無論從香港或美國的標準﹐記者昨日都問了應問的難題」。香港新聞行政人員協會主席張健波認為，記者的提問是合理的，因為他們問了香港人所關注的問題，即中央怎樣看待董建華及他有沒機會連任。香港新聞工作者聯會主席焦惠標對此表示，記者的責任是提問問題，而江澤民也有自由表達對傳媒的意見，不過仍評論指英國前首相约翰·梅杰曾表態支持彭定康，但不見傳媒如這事般關注，並認為江澤民支持董建華是正常之事。香港記者協會主席麥燕庭形容，錢其琛的表態令不少香港居民擔憂這是否代表中央欽點董建華，所以才會有記者就此提問。香港報業評議會主席陳坤耀同樣指傳媒的提問「相當精警」。《明報》及香港電台普通話台台長張圭陽則認同江澤民說香港記者，因為香港前線記者多為傳媒界的新人，經驗較豐富的傳媒工作者則多任職編輯和行政。
《太陽報》的社論同樣肯定記者的提問是在要求江澤民澄清，是一件理所當然的事。此外亦表示江澤民的態度為「間接的欽定」，但仍認為他的怒火源自泛民主派及其他國家對香港政治的批評。《東方日報》的社論則指香港行政長官選舉委員會成員多為「愛國者」，江泽民的態度能左右他們的投票意向，從而影響董建華是否連任。而董建華經現實證明欠管治能力，因此大多香港市民會關注江泽民對董建華的態度。《新報》的社論同樣認為香港行政長官是北京「欽點」出來的，但該時還沒是時候表態，以免沒有人參選「陪跑」，因此江澤民才會動怒。同時寫道董建華的政策令他民望不佳，因此香港居民才關心他會否連任。
根據《大公報》金察柯的看法，江泽民對董建華的支持是他個人的意見，不會影響香港居民決定的選舉結果，因此認為指責中央干預香港的媒體有偏差。《文匯報》的社評也有類似意見，指根據香港基本法，當地行政長官由「具廣泛代表性」的選舉委員會選出，因此不能說是欽點。《香港經濟日報》寫道，根據該報的消息，中央是了解表態會引來批評。但推測指其仍然表態支持董建华的原因是想壓制香港的反董聲浪，維持香港穩定，避免西方在此事上借題發揮，影響中國大陸政治；該報另外寫道，也有消息指北京當局對香港記者的負面提問感到不滿。《新報》同樣分析指，江的斥責跟想維持香港政治穩定有關。《大紀元時報》和新唐人電視台在提及此事時侧重于顯示江泽民缺乏優雅风度。《蘋果日報》同樣認為江澤民在是次事件中「失去了形象」。

### 政界
中央人民政府駐香港特別行政區聯絡辦公室負責人以《香港基本法》反對中央欽點行政長官的說法。港區人大代表鄔維庸也分析道中央「欽點」的說法會讓人認為努力維持一國兩制及高度自治的中央沒有遵守該些原則，因此江澤民才會怒斥记者。鄔維庸及港區人大代表吳康民的意見還跟劉兆佳相似，指中央不能控制行政長官選舉結果。中国政协常委徐四民建議在場的記者應問得更有技巧，例如「你這樣講，香港將來怎麼投票選舉他（董建華），很糟糕吧？」，並指香港记者的說法等同把江泽民說成是獨裁者，因此他發怒是合理的。民建聯主席曾鈺成同樣說中央「欽點」某人成為下任行政長官的說法不符《香港基本法》，因此理解江澤民怒火從何而來。立法會議員蔡素玉的意見與鄔維庸和徐四民接近。
民主黨副主席何俊仁和前線召集人劉慧卿反指考慮到北京當局與行政長官選舉委員會成員或香港富商的關係緊密，因此支持董建華是可以解讀成「欽點」。前者表示委員會成員非經普選產生，而且成員有最少一半人是親北京派，那麼當然可以解讀成欽點。民主黨主席李柱銘認為江澤民的說法只是為了掩飾，並批評錢其琛和江泽民的說法都反映了香港居民還是無法真正自行選擇領導香港的人。
事件在香港引發部分人不滿，江澤民發表講話次日，梁國雄等四五行動成員從香港公園遊行到外交部駐港特派員公署，批評訓斥傳媒的說話是威嚇傳媒。他們在遊行期間高舉橫額，又要求普選行政長官。他們把聲明放置在公署門口後，燒毀江澤民的相片，以此表達不滿。梁國雄在面對傳媒時批評北京當局「欽定」行政長官是在破壞香港自治權。燒毀相片的行為受港區人大代表朱幼麟和温嘉旋等遣責。

## 后续影響
江泽民的此番說話為不少人熟知，並讓在香港以金句形式一直流傳。路透社把江澤民的及相關段落評選為「二千年金句」。香港電台曾跟《香港經濟日報》合辦線上投票項目「聲音檔案選舉二千」，讓人們票選出「最難忘聲音檔案」，總共有5,000人參與了投票。結果奪得首位。時任財政司司長曾蔭權引用了江泽民的說話來回應自己會否參選行政長官的問題，不過他的回應是。
2000年11月，江泽民在汶莱回答香港傳媒問題時表現得友好，並説「我怕我說得太多了。你們今天很滿意，對不對？」——《中央日報》指這跟他怒斥香港记者一事有關。2001年12月，张宝华又被派遣来北京采访董建华述职。但在抽签环节只抽到与国务院副总理钱其琛会面的记者会，无缘采访江泽民。张宝华表示，她本来准备了不少问题采访江泽民。之後有香港記者問及同類問題，江泽民對此表示：「而你們呢，跟我重複問了若干遍，『你們支持不支持董特首呀？』，我說我支持；『你們相信不相信董特首當選呀？』我當然相信他會當選」。2002年，由於得到江澤民支持，董建华在沒人願意跟他競選行政長官的情況下自动連任:242。
2011年后，即江泽民退休多年後，这一旧事在中国内地网络上再次悄然兴起。但在传播时带有喜剧色彩，甚至演变一种网络搞笑文化——膜蛤文化，並在該文化中成為「蛤三篇」之一。网民谈论此事时，也未必对江泽民本人的行为采取负面评价。膜蛤文化的參與者會在参與過程中引用江泽民怒斥香港记者時的發言，像是「悶聲發大財」和以「長者」代稱江澤民本人。北京大學在2013年舉辦的「北京大學藝術學院訪問學者書法作品展」一度展出以互聯網熱詞為主題的作品，其中包含取名自江泽民怒斥記者時的語錄的書法作品《圖樣圖森破》，不過這幅作品其後被撤下。
这件事也令张宝华在香港记者界中一举成名，成為了新聞的受訪對象，並在有線電視中獲得晉升機會。她的YouTube頻道亦以命名。不過她表示自己在這一事件發生後，於中國大陸再作採訪工作時面對一些刁難，例如向中华全国新闻工作者协会補領記者證時被要求填寫悔過書。2016年，張寶華在新浪微博上捧着江澤民卡通像蛋糕合照，為江澤民九十歲大壽慶生，又懷念她被江泽民怒斥時的新聞界，指該時的環境較為寬鬆。2022年11月30日江泽民逝世后，张宝华在Facebook上回应，称當年的訓言是“世紀金句”，并表示“沒忘記（江泽民）這些‘语重心长的提醒’，22年來繼續保持『和』这样的赤子之心。”“江澤民的金句適合所有年輕人共勉，不論前面順境逆境，永遠（要保持年輕及簡單）。”

## 外部連結
- YouTube上的江泽民怒斥香港记者